# 山梨町
山梨町（やまなしちょう）は、かつて静岡県周智郡に属していた町。
現在の袋井市北東部にあたる。本項では町制前の名称である山梨村（やまなしむら）についても述べる。

## 地理
- 河川：宇刈川

## 歴史
- 1889年（明治22年）4月1日 - 町村制の施行により周智郡上山梨村、下山梨村、山科村（一部）、豊田郡沖山梨村が合併して周智郡山梨村が発足。
- 1898年（明治31年）3月13日 - 山梨村が町制施行して山梨町となる。
- 1955年（昭和30年）1月1日 - 宇刈村と合併し、改めて山梨町が発足。
- 1963年（昭和38年）1月1日 - 袋井市に編入。同日山梨町廃止。

## 交通

### 鉄道路線
- 静岡鉄道
  - 秋葉線（1962年廃止、※印は1942年廃駅）
    - 平宇駅 - 山科学校前駅 - 下山梨駅 - ※金屋敷駅 - 山梨駅

## 娯楽
- 有楽座 - 映画館